# IC 1829
IC 1829 ist eine kompakte Galaxie vom Hubble-Typ C im Sternbild Widder nördlich der Ekliptik. Sie ist schätzungsweise 592 Millionen Lichtjahre von der Milchstraße entfernt.
Das Objekt wurde am 7. Januar 1896 von Stéphane Javelle entdeckt.